# 大空源太夫
大空 源太夫（おおぞら げんだゆう、1762年（宝暦12年） - 1800年（寛政12年）4月19日（旧暦3月26日））は、肥後国隈本山嘉新町（現：熊本県鹿本郡）出身の大相撲力士。本名は不明。

## 来歴
1762年（宝暦12年）に肥後国隈本山嘉新町（現：熊本県鹿本郡）で生まれる。小野川部屋（大坂相撲）に入門して1782年（天明2年）、20歳で初土俵を踏む。1785年（天明5年）8月場所では西前頭23枚目となり、1791年（寛政3年）11月場所では江戸相撲で東二段目（十両）12枚目、1794年（寛政6年）11月場所では東二段目2枚目にそれぞれ位置付けられたとされる。1800年（寛政12年）3月26日に現役のまま死去、38歳没。墓所は東京都墨田区両国の回向院にある。